# Mosquée Hammouda-Pacha
La mosquée Hammouda-Pacha (arabe : جامع حمودة باشا) est une mosquée de Tunis construite par le bey mouradite Hammouda Pacha Bey en 1655. Elle est située à l'angle de la rue Sidi Ben Arous et de la rue de la Kasbah et jouxte la zaouïa Sidi Ben Arous.

## Architecture
La mosquée hanéfite est reconnaissable à son minaret octogonal. Son architecture turque du XVIIe siècle inclut une porte en marbre, un toit en tuiles vertes et trois cours. Outre la richesse de son ornementation d'influence vénitienne (décors de fleurs et marbres polychromes), la mosquée Hammouda-Pacha se distingue par son minaret gracile coiffé d'un balcon et couvert d'une charpente pyramidale.

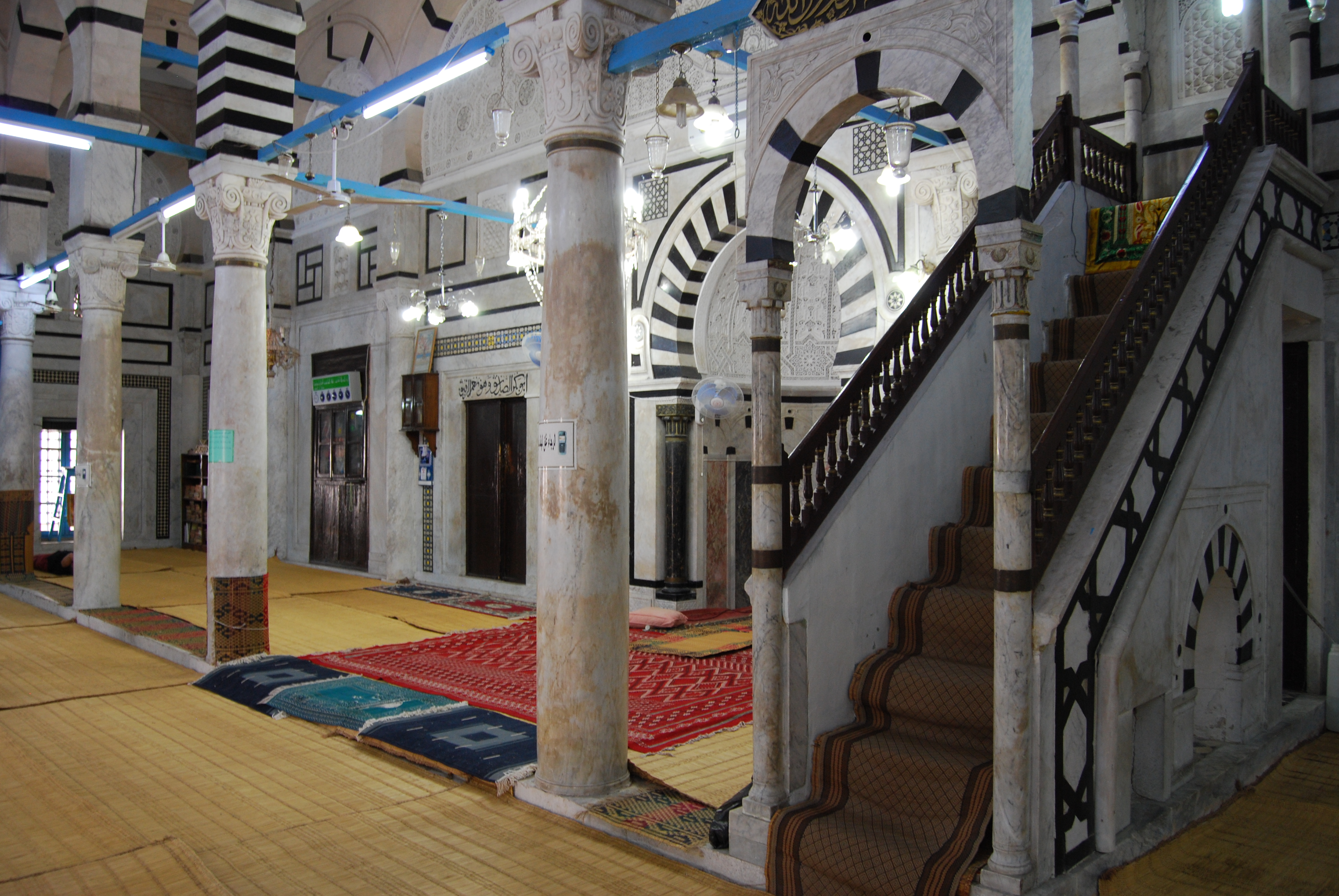
Vue de la salle de prière.

La salle de prière, de plan rectangulaire, mesure 24 mètres sur 17. Elle est largement ouverte sur les cours par une série de portes et fenêtres encadrées de marbre finement sculpté aux piédroits. La salle, couverte de voûtes en berceau, est divisée en sept nefs et cinq travées ; les nefs, dont celle du milieu est plus large, sont perpendiculaires au mur de la qibla.
Les arcs s'appuient sur 48 colonnes au fût galbé, surmonté d'un chapiteau à volutes de type néo-ionique. Les murs sont revêtus de lambris de marbre qui cèdent la place, au niveau des tympans des arcs, à une décoration en plâtre sculpté.
Par ailleurs, la cour est percée de larges fenêtres aux fers richement ouvragés, ce qui est un cas unique de l'architecture religieuse tunisoise. Cette disposition atténue la séparation classique entre l'espace profane et l'espace sacré et indique une évolution du statut de la mosquée.
Elle accueille le mausolée de son bâtisseur, dans la cour droite, qui a inspiré le mausolée du président Habib Bourguiba à Monastir.

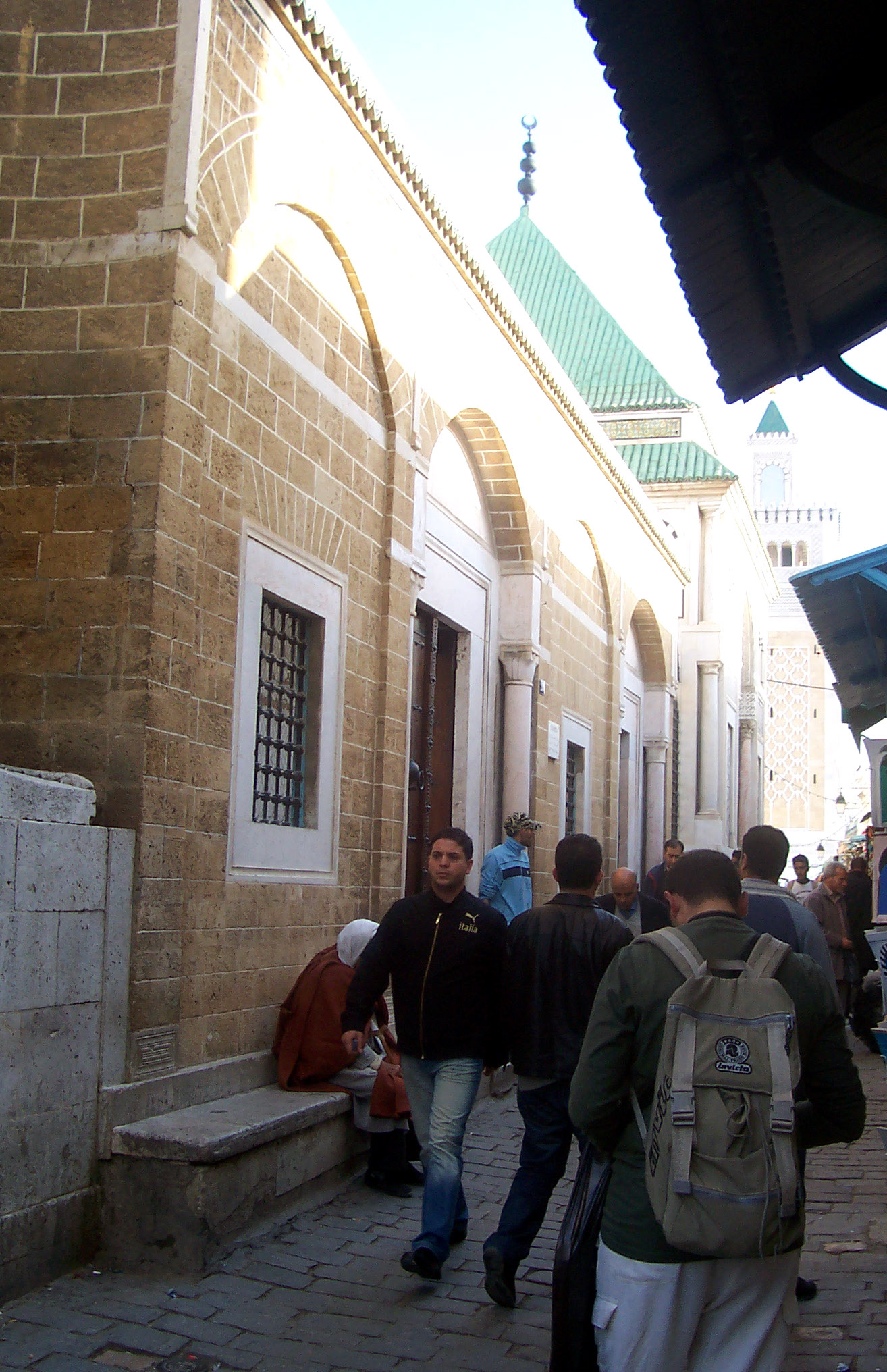
Entrée de la mosquée sur la rue Sidi Ben Arous.
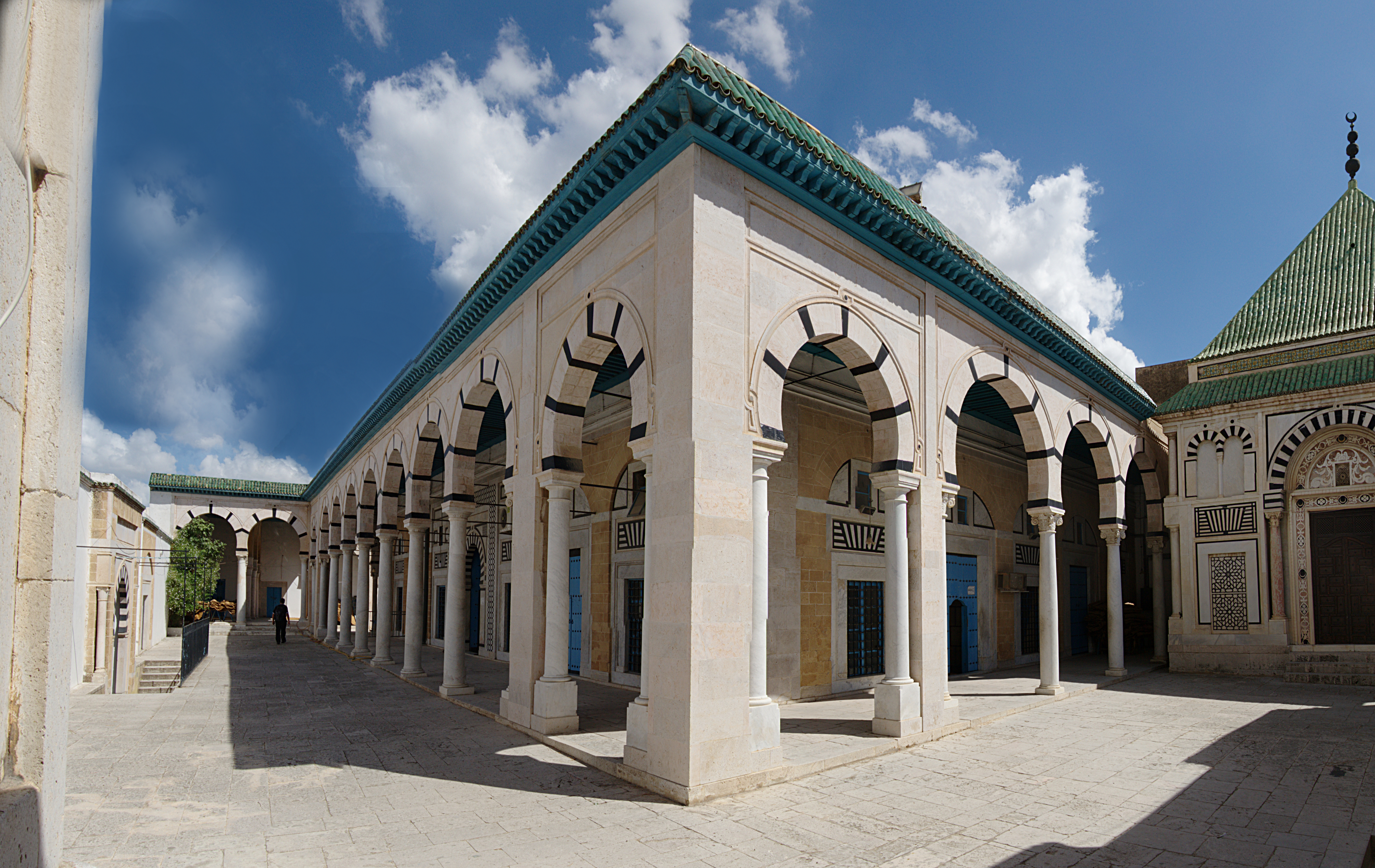
Vue panoramique du patio et des portiques.
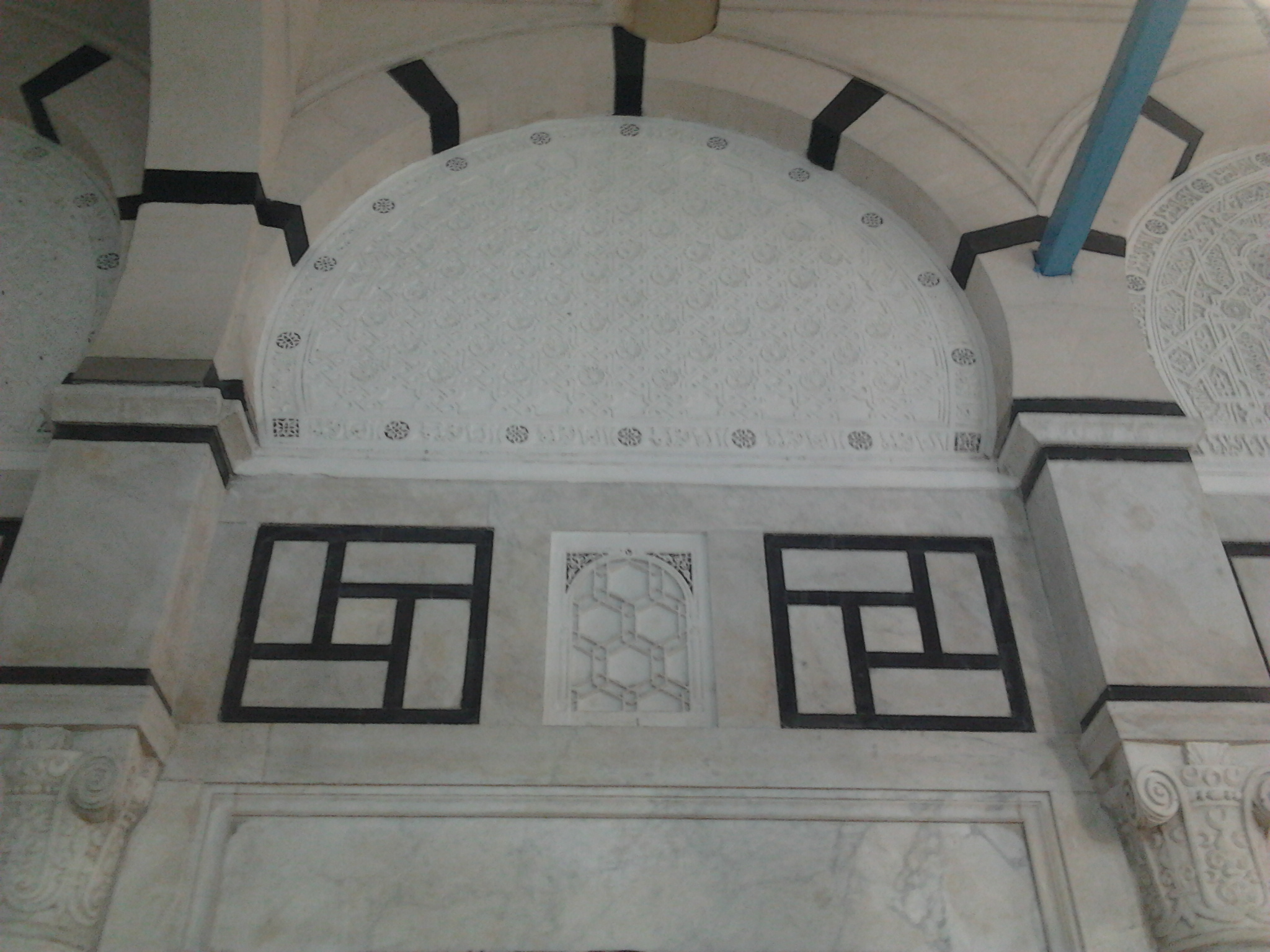
Décorations en marbres et en plâtre sculpté dans la salle de prière.
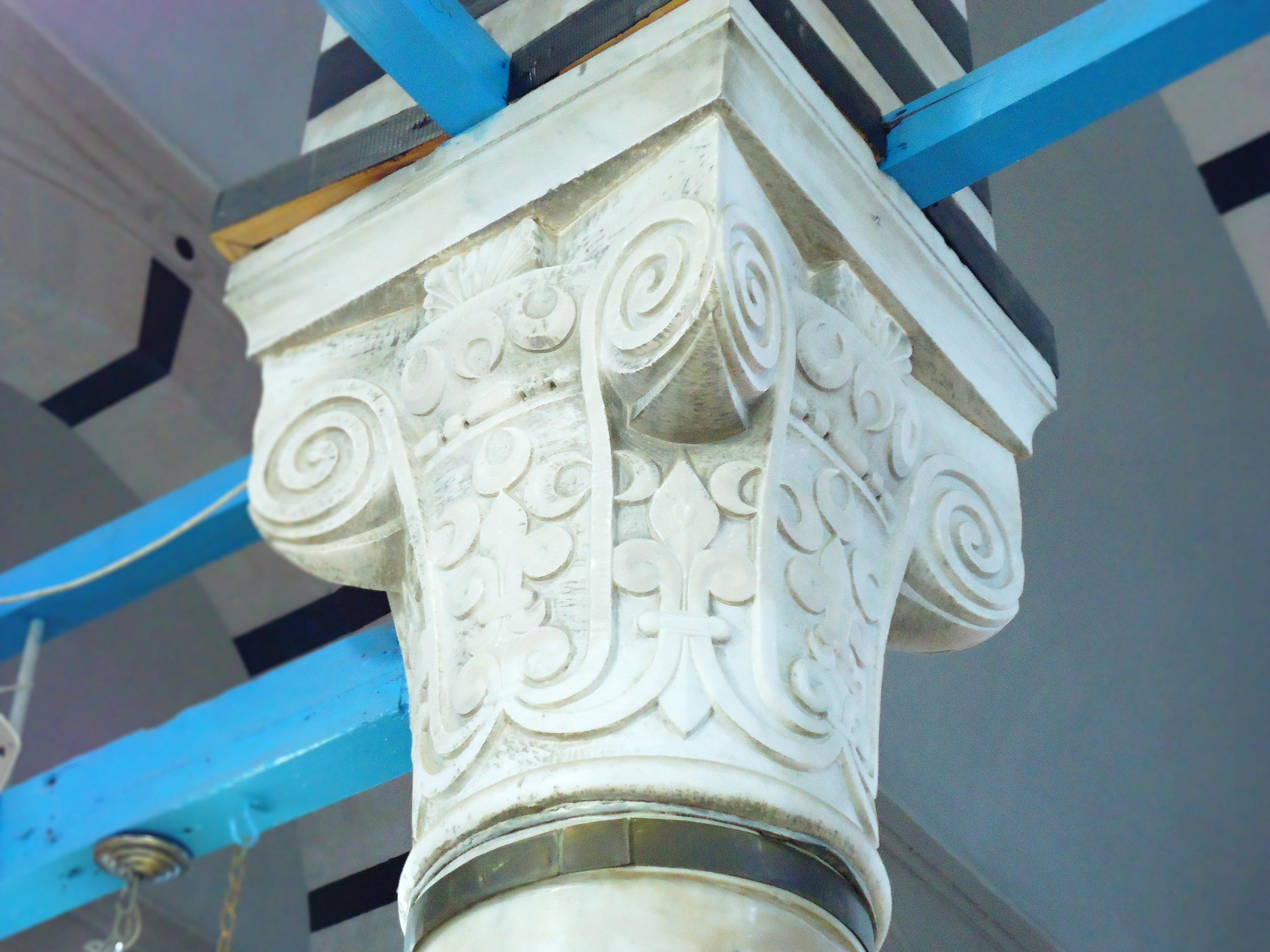
Chapiteau néo-ionique en marbre blanc de la salle de prière.
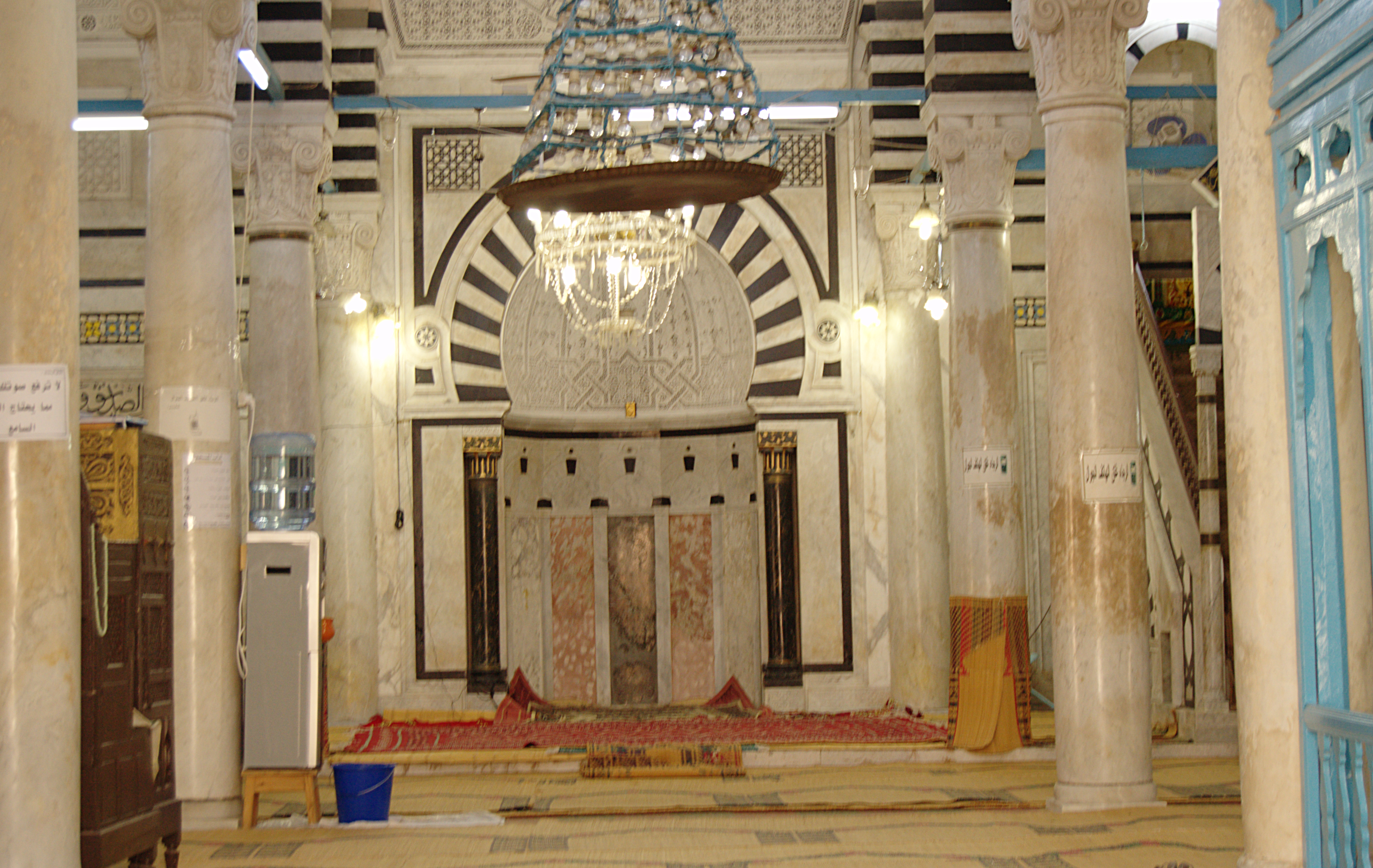
Vue du mihrab orné de lambris en marbre et de plâtre sculpté.
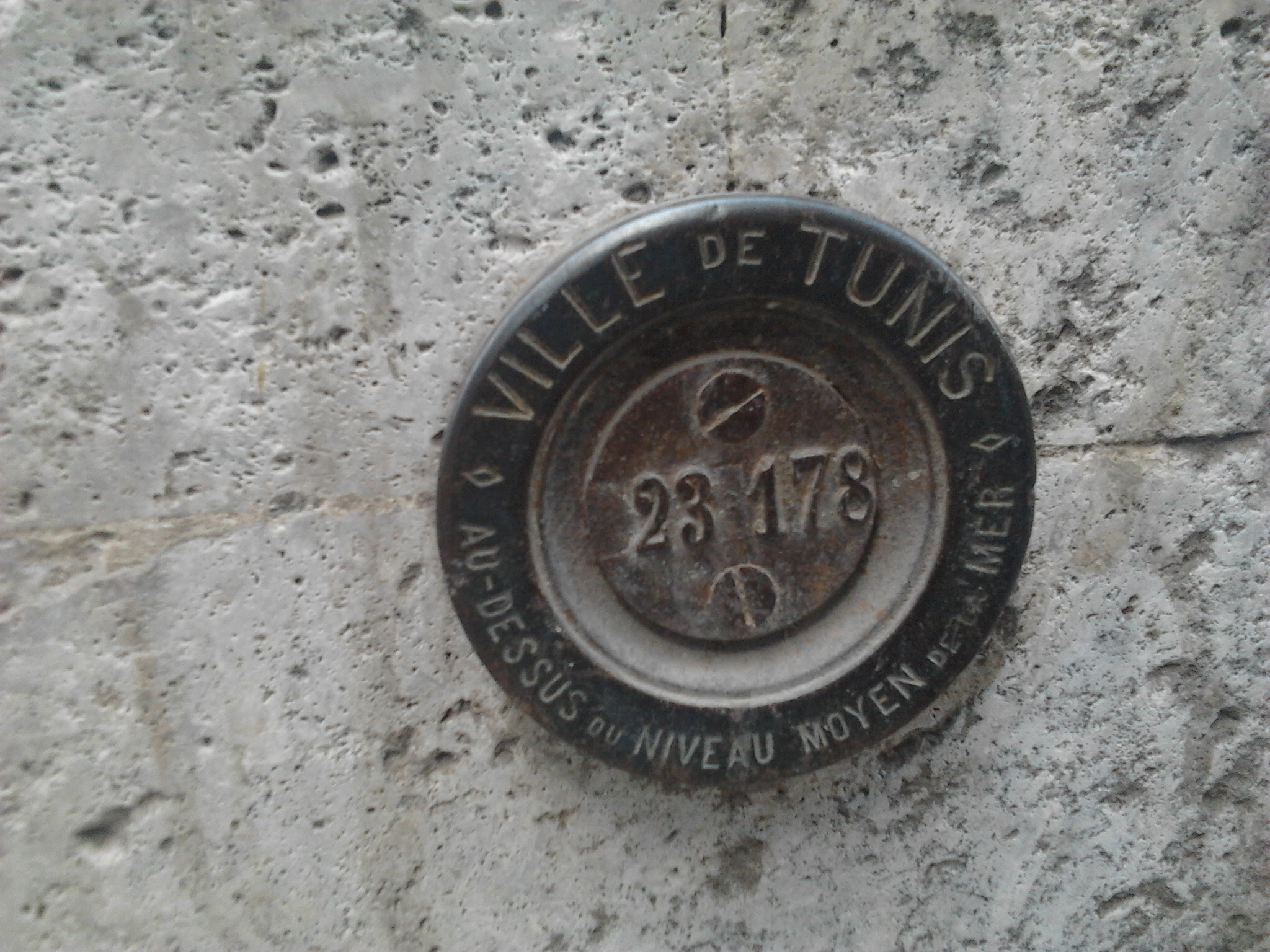
Marquage d'altitude (23 mètres au-dessus du niveau de la mer).

## Activités
Le rite hanéfite autorise les non musulmans dans son enceinte en dehors des heures de prière. Des mariages et des circoncisions, en présence d'invités de toutes confessions, y ont également lieu.